# Осада Раштатта
Осада Раштатта (нем. Belagerung von Rastatt) — последнее сражение Баденской революции. С 1 по 23 июля 1849 года революционный гарнизон крепости Раштатт в течение трёх недель выдерживал осаду прусских войск, но, в конечном итоге, был вынужден подписать капитуляцию.
Крепость Раштатт к 1849 году представляла собой современное первоклассное оборонительное сооружение и состояла из трех соединенных между собой фортов: Леопольда, Людвига и Фридриха. Между ними было 47 небольших укреплений. Под ним располагались обширные казематы, перед которыми были глубокие рвы. Работы по её сооружению начались в 1842 году и были в основном завершены к моменту революции 1848 года в Германии. Именно здесь 12 июня 1849 года началось восстание баденских солдат, взявших под свой контроль крепость и перетянувших всю армию страны на сторону революции.

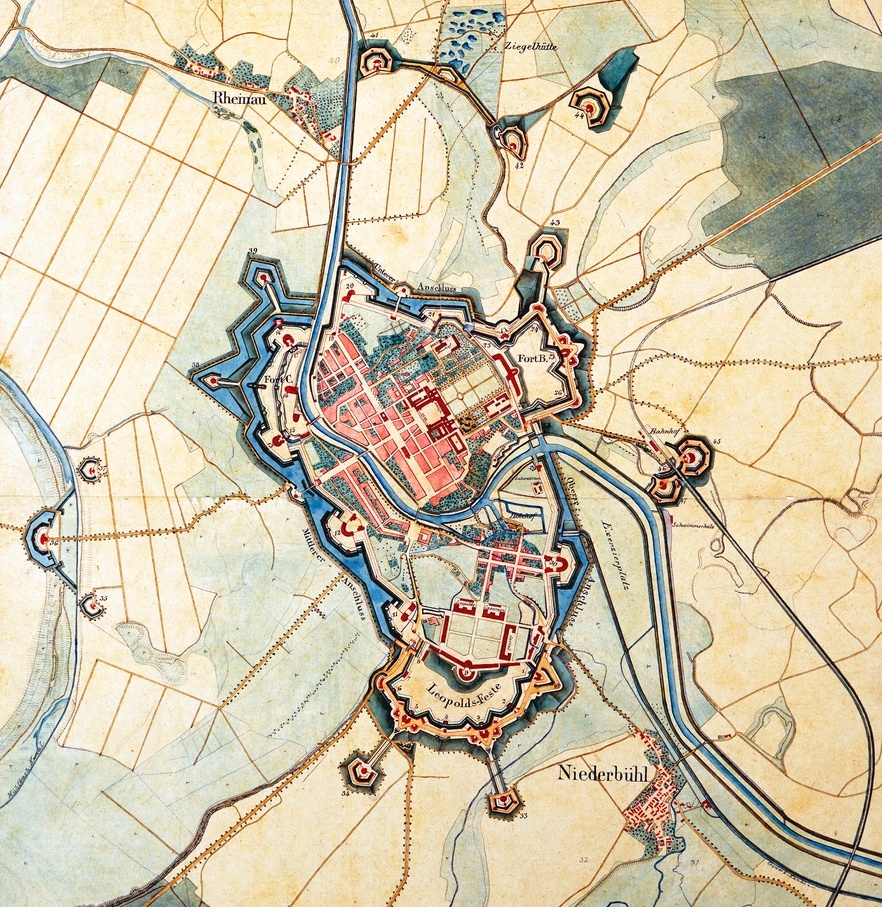
План крепости в 1849 г.

Когда в конце июня 1849 года баденские революционные войска под командованием польского революционера Людвика Мерославского окончательно потерпели решительное поражение на Мурге, часть распавшейся армии отступила в Швейцарию через Баден-Оберланд, а около 6000 человек остались в крепости Раштатт для её защиты. Современная крепость была хорошо снабженная провизией и боеприпасами и могла держаться довольно долго. Комендантом стал профессиональный офицер Густав Тидеманн.
С 1 июля крепость была окружена прусскими войсками генерала фон дер Грёбена, а с 8 июля пруссаки начали её обстреливать из осадных артиллерийских орудий. В основном огонь вёлся по невоенным объектам, домам мирного населения, стремясь вызвать его деморализацию и заставить повлиять на защитников, вынудив их сдаться. Когда несколько попыток прорыва осажденных потерпели неудачу, в политическом и военном руководстве революционеров возобладало мнение подписать капитуляцию. Тогда фон дер Грёбен предложил двум представителям гарнизона убедиться, что весь Баден находится в руках победителей и что всякая надежда на помощь извне иллюзорна. После того как Отто фон Корвин-Верзбицки, один из двух, которым было разрешено посетить Баден на два дня, доложил об этом на военном совете крепости, комендант отказался от своего плана взорвать крепость. Утром 23 июля Отто фон Корвин и Эрнст фон Биденфельд, надеясь «на милость» пруссаков, подписали акт о капитуляции. Трёхнедельная осада закончилась.
После того как во второй половине дня 23 июля революционные солдаты сдали оружие, о пощаде и почетном обращении больше не было и речи. 5000 солдат были загнаны обратно в казематы крепости в качестве пленных, где многие из них впоследствии умерли от сыпного тифа. 19 революционеров были приговорены к смертной казни военным трибуналом и немедленно расстреляны, в том числе комендант крепости Густав Тидеманн. Тысячи были приговорены к длительным срокам тюремного заключения. Почти 80 000 человек бежали из Бадена. Многие из них эмигрировали в Америку.

## Источиники
- Gunther Hildebrandt: Rastatt 1849. Eine Festung der Revolution. VEB Deutscher Verlag der Wissenschaften, Berlin 1976.
- Karl Alois Fickler: In Rastatt 1849. Mit einem Plane von Rastatt. Rastatt 1853
- Hermann Kraemer: Rastatt im Revolutionsjahr 1848/49. Gedenkblätter zur Jahrhundertfeier. Rastatt 1949.
- Otto Julius Bernhard von Corvin-Wiersbitzki: Erinnerungen eines Volkskämpfers, Gebrüder Binger, Amsterdam 1861, Band 3, S. 263—282
- «Schlaf, mein Kind, schlaf leis, dort draußen geht der Preuß'»